# Wonderful Christmastime
Wonderful Christmastime is een kerstlied geschreven en gezongen door de Britse muzikant Paul McCartney. Het nummer is afkomstig van het in 1980 in gelimiteerde oplage uitgebrachte dubbel album Odd Sox. Op 16 november 1979 werd het nummer uitgebracht op single met op de B-kant Rudolph the red-nosed reggae.

## Achtergrond
McCartney nam het nummer vrijwel alleen op tijdens de sessies voor zijn soloalbum McCartney II. Voor de videoclip deed hij echter een beroep op zijn collega's van Wings waarmee hij zich in diezelfde periode voorbereidde op wat hun laatste tournee door het Verenigd Koninkrijk zou worden. Wonderful Christmastime werd bij deze concerten gespeeld en haalde in thuisland het Verenigd Koninkrijk de 6e positie in de UK Singles Chart. In Ierland werd de 8e positie bereikt, in Australië de 23e, Duitsland de 7e, Canada de 18e en in de Verenigde Staten de 28e. 
In Nederland was de plaat op donderdag 22 november 1979 TROS Paradeplaat op Hilversum 3 en werd mede hierdoor een hit in de destijds drie hitlijsten op de nationale publieke popzender. De plaat bereikte de 16e positie in de Nationale Hitparade, de 23e positie in de TROS Top 50 en de 24e positie in de Nederlandse Top 40. In de Europese hitlijst op Hilversum 3, de TROS Europarade, bereikte de plaat de 19e positie. 
In België bereikte de plaat de 28e positie in de voorloper van de Vlaamse Ultratop 50 en de 16e positie in de Vlaamse Radio 2 Top 30. In Wallonië werd géén notering behaald.
Wonderful Christmastime werd toegevoegd aan de heruitgaven van het laatste Wings-album Back to the Egg (in 1993), en McCartney II (in 2011); hierop is ook de volledige versie te vinden.

## Andere uitvoeringen
Wonderful Christmastime is in de loop der jaren tot kerstklassieker uitgegroeid; alleen al aan royalty's van covers verdient McCartney jaarlijks $400,000. Zelf nam hij tweemaal een nieuwe versie op; in 2013 met de acappellagroep Straight No Chaser op hun EP Under the Influence: Holiday Edition en in 2016 met The Roots en Jimmy Fallon plus de cast van de film Sing.
Verder is het op (kerst)plaat gezet door:
- Diana Ross op A Very Special Season uit 1994.
- Amy Grant in haar tv-special A Christmas to Remember uit 1999.
- Martin Sheen, John Spencer en Stockard Channing  (acteurs uit de tv-serie West Wing) op Celebrity Christmas uit 2000.
- Hillary Duff op Santa Claus Lane uit 2002.
- Tom McCrae op het verzamelalbum Maybe This Christmas Tree uit 2004.
- Barenaked Ladies als korte instrumental op Barenaked for the Holidays uit 2004.
- Demi Lovato op All Wrapped Up, het verzamelalbum van Hollywood Records uit 2008.
- Rahsaan Patterson op The Ultimate Gift uit 2008.
- Helix op A Heavy Mental Christmas uit 2008.
- Family Force 5 op Family Force 5 Christmas Pageant uit 2009.
- Kelly Rowland op het verzamelalbum Now That's What I Call Christmas! 4 uit 2010.
- Chicago in duet met Dolly Parton op Chicago XXXIII: O Christmas Tree uit 2011.
- Eli Young Band op het verzamelalbum  The Country Christmas Collection uit 2011 (goed voor de 33e plaats in de Billboard-country-chart).
- The Shins op het Starbucks-album Holidays Rule uit 2012.
- Mayer Hawthorne als helft van het duo Tuxedo in 2014.
- Jimmy Buffett op 'Tis The SeaSon uit 2016.
- Kylie Minogue in duet met Mika op de heruitgave van Kylie Christmas uit 2016. Het haalde de 23e plaats in de Vlaamse Ultratip 100.
- Mac DeMarco in 2017.
- Trijntje Oosterhuis als titelnummer van haar kerstplaat uit 2020 met het Jazz Orchestra of the Concertgebouw. Ladies of Soul-collega Candy Dulfer nam de saxofoonsolo voor haar rekening.
- Pentatonix op Evergreen uit 2021.

### Covers van christelijke bands
- Earthsuit op Happy Christmas Vol. 3 uit 2000.
- Jump5 als remix op All the Joy in the World uit 2002.
- Jars of Clay op Christmas Songs uit 2007.
- Eleventyseven in een synth-uitvoering op de ep Regifted uit 2012.

## Hitnoteringen

### Nederlandse Top 40
| Hitnotering: 01-12-1979 t/m 05-01-1980 | Hitnotering: 01-12-1979 t/m 05-01-1980 | Hitnotering: 01-12-1979 t/m 05-01-1980 | Hitnotering: 01-12-1979 t/m 05-01-1980 | Hitnotering: 01-12-1979 t/m 05-01-1980 | Hitnotering: 01-12-1979 t/m 05-01-1980 | Hitnotering: 01-12-1979 t/m 05-01-1980 |
| Week:                                  | 1                                      | 2                                      | 3                                      | 4                                      | 5                                      |                                        |
| -------------------------------------- | -------------------------------------- | -------------------------------------- | -------------------------------------- | -------------------------------------- | -------------------------------------- | -------------------------------------- |
| Positie:                               | 37                                     | 26                                     | 26                                     | 24                                     | 28                                     | uit                                    |

### Nationale Hitparade / Nederlandse Single Top 100
| Hitnotering (week 1 t/m 5): 15-12-1979 t/m 12-01-1980 Hitnotering (week 6 t/m 8): 16-12-2017 t/m 30-12-2017 Hitnotering (week 9 t/m 11): 15-12-2018 t/m 29-12-2018 Hitnotering (week 12 t/m 14): 14-12-2019 t/m 28-12-2019 Hitnotering (week 15 t/m 19): 05-12-2020 t/m 02-01-2021 Hitnotering (week 20 t/m 23): 11-12-2021 t/m 01-01-2022 Hitnotering (week 24 t/m 28): 03-12-2022 t/m 31-12-2022 Hitnotering (week 29 t/m 33): 02-12-2023 t/m 30-12-2023 | Hitnotering (week 1 t/m 5): 15-12-1979 t/m 12-01-1980 Hitnotering (week 6 t/m 8): 16-12-2017 t/m 30-12-2017 Hitnotering (week 9 t/m 11): 15-12-2018 t/m 29-12-2018 Hitnotering (week 12 t/m 14): 14-12-2019 t/m 28-12-2019 Hitnotering (week 15 t/m 19): 05-12-2020 t/m 02-01-2021 Hitnotering (week 20 t/m 23): 11-12-2021 t/m 01-01-2022 Hitnotering (week 24 t/m 28): 03-12-2022 t/m 31-12-2022 Hitnotering (week 29 t/m 33): 02-12-2023 t/m 30-12-2023 | Hitnotering (week 1 t/m 5): 15-12-1979 t/m 12-01-1980 Hitnotering (week 6 t/m 8): 16-12-2017 t/m 30-12-2017 Hitnotering (week 9 t/m 11): 15-12-2018 t/m 29-12-2018 Hitnotering (week 12 t/m 14): 14-12-2019 t/m 28-12-2019 Hitnotering (week 15 t/m 19): 05-12-2020 t/m 02-01-2021 Hitnotering (week 20 t/m 23): 11-12-2021 t/m 01-01-2022 Hitnotering (week 24 t/m 28): 03-12-2022 t/m 31-12-2022 Hitnotering (week 29 t/m 33): 02-12-2023 t/m 30-12-2023 | Hitnotering (week 1 t/m 5): 15-12-1979 t/m 12-01-1980 Hitnotering (week 6 t/m 8): 16-12-2017 t/m 30-12-2017 Hitnotering (week 9 t/m 11): 15-12-2018 t/m 29-12-2018 Hitnotering (week 12 t/m 14): 14-12-2019 t/m 28-12-2019 Hitnotering (week 15 t/m 19): 05-12-2020 t/m 02-01-2021 Hitnotering (week 20 t/m 23): 11-12-2021 t/m 01-01-2022 Hitnotering (week 24 t/m 28): 03-12-2022 t/m 31-12-2022 Hitnotering (week 29 t/m 33): 02-12-2023 t/m 30-12-2023 | Hitnotering (week 1 t/m 5): 15-12-1979 t/m 12-01-1980 Hitnotering (week 6 t/m 8): 16-12-2017 t/m 30-12-2017 Hitnotering (week 9 t/m 11): 15-12-2018 t/m 29-12-2018 Hitnotering (week 12 t/m 14): 14-12-2019 t/m 28-12-2019 Hitnotering (week 15 t/m 19): 05-12-2020 t/m 02-01-2021 Hitnotering (week 20 t/m 23): 11-12-2021 t/m 01-01-2022 Hitnotering (week 24 t/m 28): 03-12-2022 t/m 31-12-2022 Hitnotering (week 29 t/m 33): 02-12-2023 t/m 30-12-2023 | Hitnotering (week 1 t/m 5): 15-12-1979 t/m 12-01-1980 Hitnotering (week 6 t/m 8): 16-12-2017 t/m 30-12-2017 Hitnotering (week 9 t/m 11): 15-12-2018 t/m 29-12-2018 Hitnotering (week 12 t/m 14): 14-12-2019 t/m 28-12-2019 Hitnotering (week 15 t/m 19): 05-12-2020 t/m 02-01-2021 Hitnotering (week 20 t/m 23): 11-12-2021 t/m 01-01-2022 Hitnotering (week 24 t/m 28): 03-12-2022 t/m 31-12-2022 Hitnotering (week 29 t/m 33): 02-12-2023 t/m 30-12-2023 | Hitnotering (week 1 t/m 5): 15-12-1979 t/m 12-01-1980 Hitnotering (week 6 t/m 8): 16-12-2017 t/m 30-12-2017 Hitnotering (week 9 t/m 11): 15-12-2018 t/m 29-12-2018 Hitnotering (week 12 t/m 14): 14-12-2019 t/m 28-12-2019 Hitnotering (week 15 t/m 19): 05-12-2020 t/m 02-01-2021 Hitnotering (week 20 t/m 23): 11-12-2021 t/m 01-01-2022 Hitnotering (week 24 t/m 28): 03-12-2022 t/m 31-12-2022 Hitnotering (week 29 t/m 33): 02-12-2023 t/m 30-12-2023 | Hitnotering (week 1 t/m 5): 15-12-1979 t/m 12-01-1980 Hitnotering (week 6 t/m 8): 16-12-2017 t/m 30-12-2017 Hitnotering (week 9 t/m 11): 15-12-2018 t/m 29-12-2018 Hitnotering (week 12 t/m 14): 14-12-2019 t/m 28-12-2019 Hitnotering (week 15 t/m 19): 05-12-2020 t/m 02-01-2021 Hitnotering (week 20 t/m 23): 11-12-2021 t/m 01-01-2022 Hitnotering (week 24 t/m 28): 03-12-2022 t/m 31-12-2022 Hitnotering (week 29 t/m 33): 02-12-2023 t/m 30-12-2023 | Hitnotering (week 1 t/m 5): 15-12-1979 t/m 12-01-1980 Hitnotering (week 6 t/m 8): 16-12-2017 t/m 30-12-2017 Hitnotering (week 9 t/m 11): 15-12-2018 t/m 29-12-2018 Hitnotering (week 12 t/m 14): 14-12-2019 t/m 28-12-2019 Hitnotering (week 15 t/m 19): 05-12-2020 t/m 02-01-2021 Hitnotering (week 20 t/m 23): 11-12-2021 t/m 01-01-2022 Hitnotering (week 24 t/m 28): 03-12-2022 t/m 31-12-2022 Hitnotering (week 29 t/m 33): 02-12-2023 t/m 30-12-2023 | Hitnotering (week 1 t/m 5): 15-12-1979 t/m 12-01-1980 Hitnotering (week 6 t/m 8): 16-12-2017 t/m 30-12-2017 Hitnotering (week 9 t/m 11): 15-12-2018 t/m 29-12-2018 Hitnotering (week 12 t/m 14): 14-12-2019 t/m 28-12-2019 Hitnotering (week 15 t/m 19): 05-12-2020 t/m 02-01-2021 Hitnotering (week 20 t/m 23): 11-12-2021 t/m 01-01-2022 Hitnotering (week 24 t/m 28): 03-12-2022 t/m 31-12-2022 Hitnotering (week 29 t/m 33): 02-12-2023 t/m 30-12-2023 | Hitnotering (week 1 t/m 5): 15-12-1979 t/m 12-01-1980 Hitnotering (week 6 t/m 8): 16-12-2017 t/m 30-12-2017 Hitnotering (week 9 t/m 11): 15-12-2018 t/m 29-12-2018 Hitnotering (week 12 t/m 14): 14-12-2019 t/m 28-12-2019 Hitnotering (week 15 t/m 19): 05-12-2020 t/m 02-01-2021 Hitnotering (week 20 t/m 23): 11-12-2021 t/m 01-01-2022 Hitnotering (week 24 t/m 28): 03-12-2022 t/m 31-12-2022 Hitnotering (week 29 t/m 33): 02-12-2023 t/m 30-12-2023 | Hitnotering (week 1 t/m 5): 15-12-1979 t/m 12-01-1980 Hitnotering (week 6 t/m 8): 16-12-2017 t/m 30-12-2017 Hitnotering (week 9 t/m 11): 15-12-2018 t/m 29-12-2018 Hitnotering (week 12 t/m 14): 14-12-2019 t/m 28-12-2019 Hitnotering (week 15 t/m 19): 05-12-2020 t/m 02-01-2021 Hitnotering (week 20 t/m 23): 11-12-2021 t/m 01-01-2022 Hitnotering (week 24 t/m 28): 03-12-2022 t/m 31-12-2022 Hitnotering (week 29 t/m 33): 02-12-2023 t/m 30-12-2023 | Hitnotering (week 1 t/m 5): 15-12-1979 t/m 12-01-1980 Hitnotering (week 6 t/m 8): 16-12-2017 t/m 30-12-2017 Hitnotering (week 9 t/m 11): 15-12-2018 t/m 29-12-2018 Hitnotering (week 12 t/m 14): 14-12-2019 t/m 28-12-2019 Hitnotering (week 15 t/m 19): 05-12-2020 t/m 02-01-2021 Hitnotering (week 20 t/m 23): 11-12-2021 t/m 01-01-2022 Hitnotering (week 24 t/m 28): 03-12-2022 t/m 31-12-2022 Hitnotering (week 29 t/m 33): 02-12-2023 t/m 30-12-2023 | Hitnotering (week 1 t/m 5): 15-12-1979 t/m 12-01-1980 Hitnotering (week 6 t/m 8): 16-12-2017 t/m 30-12-2017 Hitnotering (week 9 t/m 11): 15-12-2018 t/m 29-12-2018 Hitnotering (week 12 t/m 14): 14-12-2019 t/m 28-12-2019 Hitnotering (week 15 t/m 19): 05-12-2020 t/m 02-01-2021 Hitnotering (week 20 t/m 23): 11-12-2021 t/m 01-01-2022 Hitnotering (week 24 t/m 28): 03-12-2022 t/m 31-12-2022 Hitnotering (week 29 t/m 33): 02-12-2023 t/m 30-12-2023 | Hitnotering (week 1 t/m 5): 15-12-1979 t/m 12-01-1980 Hitnotering (week 6 t/m 8): 16-12-2017 t/m 30-12-2017 Hitnotering (week 9 t/m 11): 15-12-2018 t/m 29-12-2018 Hitnotering (week 12 t/m 14): 14-12-2019 t/m 28-12-2019 Hitnotering (week 15 t/m 19): 05-12-2020 t/m 02-01-2021 Hitnotering (week 20 t/m 23): 11-12-2021 t/m 01-01-2022 Hitnotering (week 24 t/m 28): 03-12-2022 t/m 31-12-2022 Hitnotering (week 29 t/m 33): 02-12-2023 t/m 30-12-2023 | Hitnotering (week 1 t/m 5): 15-12-1979 t/m 12-01-1980 Hitnotering (week 6 t/m 8): 16-12-2017 t/m 30-12-2017 Hitnotering (week 9 t/m 11): 15-12-2018 t/m 29-12-2018 Hitnotering (week 12 t/m 14): 14-12-2019 t/m 28-12-2019 Hitnotering (week 15 t/m 19): 05-12-2020 t/m 02-01-2021 Hitnotering (week 20 t/m 23): 11-12-2021 t/m 01-01-2022 Hitnotering (week 24 t/m 28): 03-12-2022 t/m 31-12-2022 Hitnotering (week 29 t/m 33): 02-12-2023 t/m 30-12-2023 | Hitnotering (week 1 t/m 5): 15-12-1979 t/m 12-01-1980 Hitnotering (week 6 t/m 8): 16-12-2017 t/m 30-12-2017 Hitnotering (week 9 t/m 11): 15-12-2018 t/m 29-12-2018 Hitnotering (week 12 t/m 14): 14-12-2019 t/m 28-12-2019 Hitnotering (week 15 t/m 19): 05-12-2020 t/m 02-01-2021 Hitnotering (week 20 t/m 23): 11-12-2021 t/m 01-01-2022 Hitnotering (week 24 t/m 28): 03-12-2022 t/m 31-12-2022 Hitnotering (week 29 t/m 33): 02-12-2023 t/m 30-12-2023 | Hitnotering (week 1 t/m 5): 15-12-1979 t/m 12-01-1980 Hitnotering (week 6 t/m 8): 16-12-2017 t/m 30-12-2017 Hitnotering (week 9 t/m 11): 15-12-2018 t/m 29-12-2018 Hitnotering (week 12 t/m 14): 14-12-2019 t/m 28-12-2019 Hitnotering (week 15 t/m 19): 05-12-2020 t/m 02-01-2021 Hitnotering (week 20 t/m 23): 11-12-2021 t/m 01-01-2022 Hitnotering (week 24 t/m 28): 03-12-2022 t/m 31-12-2022 Hitnotering (week 29 t/m 33): 02-12-2023 t/m 30-12-2023 | Hitnotering (week 1 t/m 5): 15-12-1979 t/m 12-01-1980 Hitnotering (week 6 t/m 8): 16-12-2017 t/m 30-12-2017 Hitnotering (week 9 t/m 11): 15-12-2018 t/m 29-12-2018 Hitnotering (week 12 t/m 14): 14-12-2019 t/m 28-12-2019 Hitnotering (week 15 t/m 19): 05-12-2020 t/m 02-01-2021 Hitnotering (week 20 t/m 23): 11-12-2021 t/m 01-01-2022 Hitnotering (week 24 t/m 28): 03-12-2022 t/m 31-12-2022 Hitnotering (week 29 t/m 33): 02-12-2023 t/m 30-12-2023 | Hitnotering (week 1 t/m 5): 15-12-1979 t/m 12-01-1980 Hitnotering (week 6 t/m 8): 16-12-2017 t/m 30-12-2017 Hitnotering (week 9 t/m 11): 15-12-2018 t/m 29-12-2018 Hitnotering (week 12 t/m 14): 14-12-2019 t/m 28-12-2019 Hitnotering (week 15 t/m 19): 05-12-2020 t/m 02-01-2021 Hitnotering (week 20 t/m 23): 11-12-2021 t/m 01-01-2022 Hitnotering (week 24 t/m 28): 03-12-2022 t/m 31-12-2022 Hitnotering (week 29 t/m 33): 02-12-2023 t/m 30-12-2023 | Hitnotering (week 1 t/m 5): 15-12-1979 t/m 12-01-1980 Hitnotering (week 6 t/m 8): 16-12-2017 t/m 30-12-2017 Hitnotering (week 9 t/m 11): 15-12-2018 t/m 29-12-2018 Hitnotering (week 12 t/m 14): 14-12-2019 t/m 28-12-2019 Hitnotering (week 15 t/m 19): 05-12-2020 t/m 02-01-2021 Hitnotering (week 20 t/m 23): 11-12-2021 t/m 01-01-2022 Hitnotering (week 24 t/m 28): 03-12-2022 t/m 31-12-2022 Hitnotering (week 29 t/m 33): 02-12-2023 t/m 30-12-2023 | Hitnotering (week 1 t/m 5): 15-12-1979 t/m 12-01-1980 Hitnotering (week 6 t/m 8): 16-12-2017 t/m 30-12-2017 Hitnotering (week 9 t/m 11): 15-12-2018 t/m 29-12-2018 Hitnotering (week 12 t/m 14): 14-12-2019 t/m 28-12-2019 Hitnotering (week 15 t/m 19): 05-12-2020 t/m 02-01-2021 Hitnotering (week 20 t/m 23): 11-12-2021 t/m 01-01-2022 Hitnotering (week 24 t/m 28): 03-12-2022 t/m 31-12-2022 Hitnotering (week 29 t/m 33): 02-12-2023 t/m 30-12-2023 |
| Week: | 1 | 2 | 3 | 4 | 5 | | 6 | 7 | 8 | | 9 | 10 | 11 | | 12 | 13 | 14 | | 15 | 16 | 17 |
| --- | --- | --- | --- | --- | --- | --- | --- | --- | --- | --- | --- | --- | --- | --- | --- | --- | --- | --- | --- | --- | --- |
| Positie: | 32 | 21 | 20 | 16 | 24 | uit | 48 | 50 | 22 | uit | 37 | 26 | 13 | uit | 63 | 56 | 14 | uit | 92 | 45 | 24 |
| Week: | 18 | 19 | | 20 | 21 | 22 | 23 | | 24 | 25 | 26 | 27 | 28 | | 29 | 30 | 31 | 32 | 33 | | |
| Positie: | 18 | 10 | uit | 53 | 38 | 31 | 14 | uit | 98 | 43 | 25 | 24 | 12 | uit | 97 | 40 | 18 | 19 | 13 | uit | |

### TROS Top 50
Hitnotering: 29-11-1979 t/m 03-01-1980. Hoogste notering: #23 (1 week).

### TROS Europarade
Hitnotering: week 03 1980; 20-01-1980. Hoogste notering: #19 (1 week).

### Vlaamse Ultratop 50
| Hitnotering (week 1): 22-12-1979 Hitnotering (week 2): 31-12-2022 Hitnotering (week 3): 30-12-2023 | Hitnotering (week 1): 22-12-1979 Hitnotering (week 2): 31-12-2022 Hitnotering (week 3): 30-12-2023 | Hitnotering (week 1): 22-12-1979 Hitnotering (week 2): 31-12-2022 Hitnotering (week 3): 30-12-2023 | Hitnotering (week 1): 22-12-1979 Hitnotering (week 2): 31-12-2022 Hitnotering (week 3): 30-12-2023 | Hitnotering (week 1): 22-12-1979 Hitnotering (week 2): 31-12-2022 Hitnotering (week 3): 30-12-2023 | Hitnotering (week 1): 22-12-1979 Hitnotering (week 2): 31-12-2022 Hitnotering (week 3): 30-12-2023 | Hitnotering (week 1): 22-12-1979 Hitnotering (week 2): 31-12-2022 Hitnotering (week 3): 30-12-2023 |
| Week:                                                                                              | 1                                                                                                  | | 2                                                                                                  | | 3                                                                                                  | |
| -------------------------------------------------------------------------------------------------- | -------------------------------------------------------------------------------------------------- | -------------------------------------------------------------------------------------------------- | -------------------------------------------------------------------------------------------------- | -------------------------------------------------------------------------------------------------- | -------------------------------------------------------------------------------------------------- | -------------------------------------------------------------------------------------------------- |
| Positie:                                                                                           | 28                                                                                                 | uit                                                                                                | 30                                                                                                 | uit                                                                                                | 26                                                                                                 | uit                                                                                                |